# Rachel Braunschweig
Rachel Braunschweig (* 29. Mai 1968 in Zürich) ist eine Schweizer Theater- und Filmschauspielerin.

## Leben
Rachel Braunschweig absolvierte von 1989 bis 1991 ihr Grundstudium der Germanistik und Komparatistik an der Universität Zürich. Anschliessend studierte sie Schauspiel von 1991 bis 1995 an der Zürcher Hochschule der Künste mit der Fachrichtung Theater. Seit 1993 spielt sie auf verschiedenen Theaterbühnen wie dem Kellertheater Bremgarten, der Landesbühne Niedersachsen Nord, Rote Fabrik, Deutsches Schauspielhaus, dem Theater St. Gallen oder dem Opernhaus Zürich.
1996 war sie in einer Nebenrolle des Tatort Die Abrechnung zu sehen. Es folgten Besetzungen in schweizerischen und deutschen Filmproduktionen. Zwischen 2005 und 2013 lag ihr Fokus verstärkt auf dem Theater. Seit 2016 wirkt sie wieder stärker in Filmproduktionen mit. 2017 wurde sie für ihre Leistung in Die göttliche Ordnung mit dem Schweizer Filmpreis in der Kategorie Beste Nebenrolle ausgezeichnet. 2018 war sie in Blue My Mind und Wolkenbruchs wunderliche Reise in die Arme einer Schickse, 2019 in Zwingli und Aus dem Schatten zu sehen. 2020 spielte sie im Spielfilmdebüt Spagat von Christian Johannes Koch.
2024 wurde sie Mitglied der European Film Academy.

## Filmografie
- 1996: Tatort: Die Abrechnung
- 1999: Fascht e Familie
- 2003: Adam & Eva
- 2003: Moritz (Fernsehfilm)
- 2005: Die Rettungsflieger (Fernsehserie, Episode 9x01)
- 2013: Die Schweizer (Fernsehserie, Episode 1x02)
- 2016: Finsteres Glück
- 2016: Die Welt der Wunderlichs
- 2017: Die göttliche Ordnung
- 2017: Zwiespalt (Fernsehfilm)
- 2018: Blue My Mind
- 2018: Wolkenbruchs wunderliche Reise in die Arme einer Schickse
- 2019: Zwingli
- 2019: Aus dem Schatten – Eine Zeit der Hoffnung (Fernsehfilm)
- 2020: Tatort: Züri brännt (Fernsehreihe)
- 2020: Spagat
- 2021–2024: Neumatt
- 2021: Tatort: Schoggiläbe
- 2022: Tatort: Schattenkinder
- 2022: Tatort: Risiken mit Nebenwirkungen
- 2023: Tatort: Seilschaft
- 2023: Tatort: Blinder Fleck
- 2024: Tatort: Von Affen und Menschen
- 2024: Tatort: Fährmann
- 2024: Friedas Fall
- 2025: SOKO Köln: Tödliche Harmonie
- 2025: Tatort: Rapunzel

## Hörspiele (Auswahl)
- 2011: Stephan Mathys: De Käptn, d Cinderella und ich (Mutter) – Regie:	Geri Dillier (Mundart-Hörspiel – SR DRS)
- 2013: Klaus Enser-Schlag: Schreckmümpfeli: Showbusiness (Miranda Fox) – Regie:	Buschi Luginbühl (SRF)
- 2014: Michael Theurillat: Sechseläuten (Lara Bischof) – Regie: Barbara Liebster (Hörspielbearbeitung, Kriminalhörspiel – Deutschlandradio)
- 2017: Alfred Bodenheimer: Kains Opfer (Gila Gut) – Regie:	Buschi Luginbühl (SRF)

## Auszeichnungen
- 2017: Schweizer Filmpreis Beste Nebenrolle
- 2025: Schweizer Filmpreis: Beste Nebenrolle für Friedas Fall
- 2025: Prix Walo (Schauspiel)[7]